# Löwe von Amphipolis

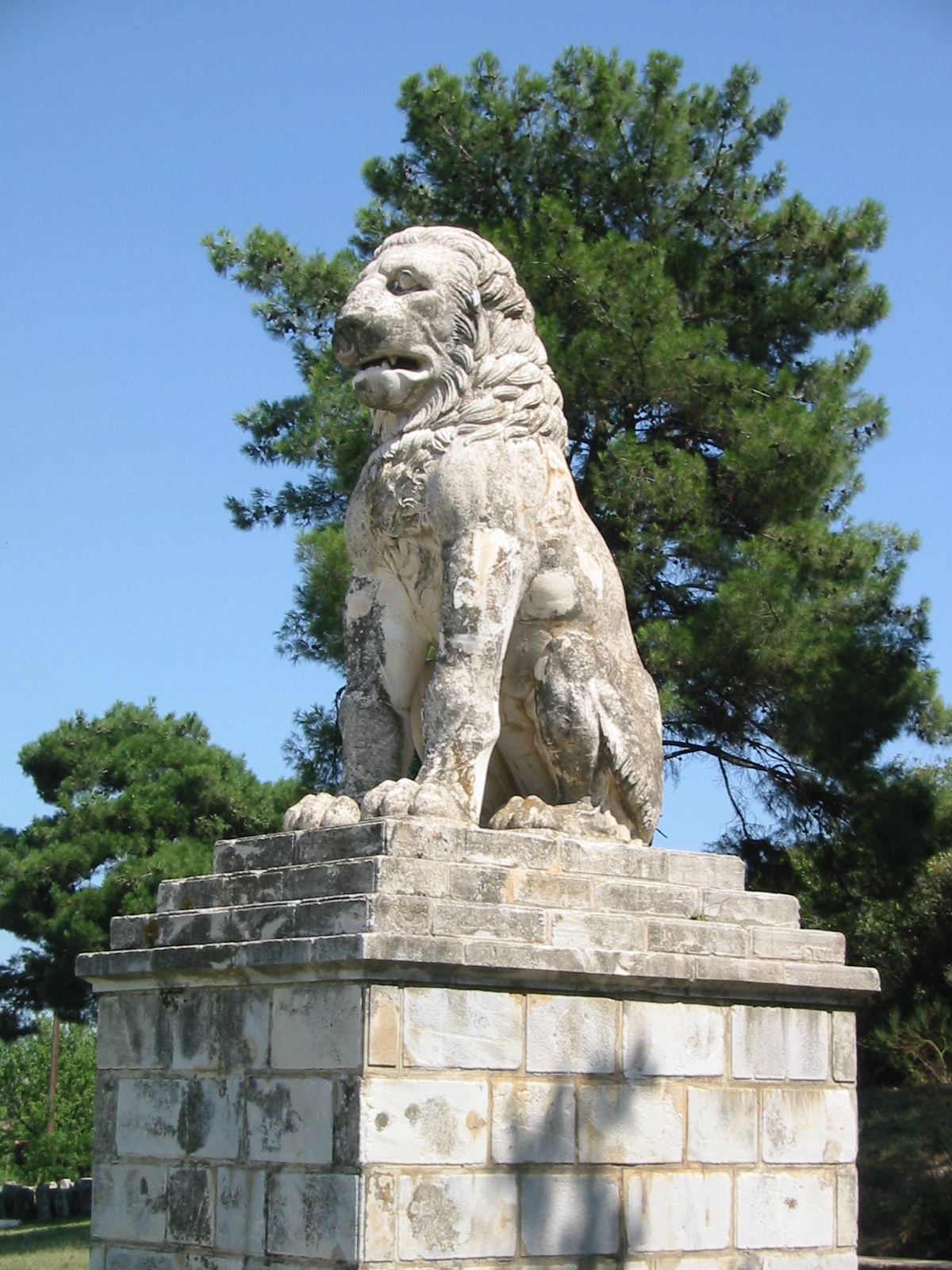
Der Löwe von Amphipolis

Beim Löwen von Amphipolis handelt es sich um ein Grabmonument aus dem 4. Jahrhundert v. Chr., das zu Ehren des von der Insel Lesbos (Mytilene) stammenden Admirals Laomedon nahe der antiken Stadt Amphipolis errichtet wurde. Laomedon begann seine Laufbahn als Kapitän einer Triere, erwarb sich die Freundschaft von Alexander dem Großen. Er wurde von ihm zum Admiral befördert und als Satrap von Syrien eingesetzt.

## Lage
Das Monument befindet sich am westlichen Ufer des Strymon, zwei Kilometer von der Flussmündung und rund zwei Kilometer südlich der Akropolis des antiken Amphipolis.

## Geschichte

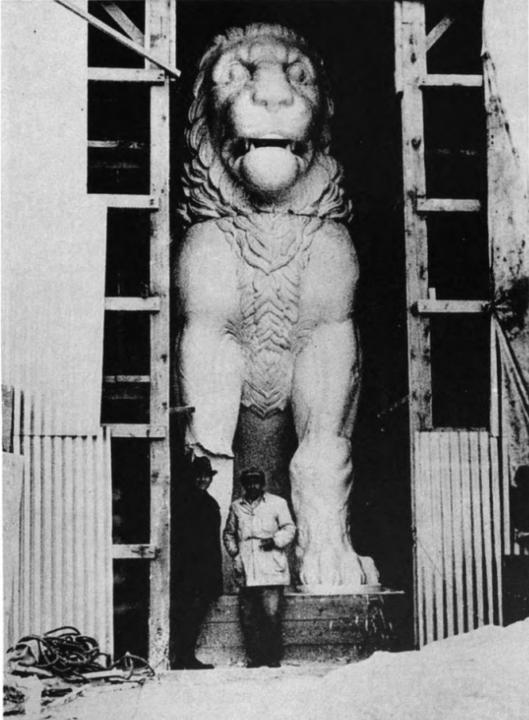
Ein Modell des Löwen

Die ersten Erkenntnisse über das Monument stammen aus dem Jahr 1912 oder 1913, als griechische Soldaten während des Balkankrieges zufällig die Basis des Monuments fanden und dies dem griechischen archäologischen Dienst meldeten. Die Archäologen Georgios Oikonomos und Anastasios Orlandos begannen mit Forschungen, mussten ihre Tätigkeit aber abbrechen, als die Feindseligkeiten wieder begannen.
Während des Ersten Weltkrieges war das Gebiet wieder umkämpft. Britische Soldaten der 80. Brigade der 27. britischen Division kämpften im Herbst und Winter 1916 dort gegen bulgarische Truppen. Dabei wurden sie von Teilen der Royal Navy unterstützt. Sie fanden die Basis des Monuments und einzelne Teile des Löwen. Der Versuch, ihren Fund in Richtung Strand abzutransportieren, wurde durch Beschuss des Feindes verhindert.
Im Jahr 1929 beauftragte die griechische Regierung die amerikanische Firma Monks-Ulen mit der Trockenlegung der Ebenen von Serres und Drama, dem Bau von Straßen und Brücken und der Vertiefung des Flussbetts des Strymon, um ihn schiffbar zu machen. Bei den Baggerarbeiten im Flussbett wurden viele Fragmente der Löwenstatue gefunden. Obwohl die meisten Teile der Skulptur ausgegraben waren, dauerte es einige Jahre, bis sich Archäologen erneut für den Fund interessierten. Im Sommer 1930 führte Tsatsos von der Monks-Ulen Company die Archäologen Paul Collart und Pierre Devambez zu der Fundstelle. Die beiden Archäologen lieferten die erste umfängliche Beschreibung. Da sie die Fundstücke des Löwen jedoch nicht von allen Seiten untersuchen konnten, erwiesen sich einige ihrer Annahmen später als falsch. Sie brachten die Statue (mit Vorbehalten) mit der Schlacht der Athener gegen die Spartaner im Jahr 422 v. Chr. in Verbindung, was damals breite Zustimmung fand. Nach der Beendigung ihrer vorläufigen Studien veröffentlichten sie das Ergebnis. Die Idee, die Einzelteile der Skulptur wieder zusammenzusetzen und sie wieder aufzubauen, stammt von den Ingenieuren R. W. Gausman und J. Judge der Monks-Ulen Company. Der Plan erregte das Interesse des damaligen amerikanischen Botschafters Lincoln MacVeagh. Dieser berief eine Konferenz ein, um die Durchführbarkeit des Projekts mit Fachleuten zu besprechen. Die Fundstelle bei Amphipolis wurde daraufhin von Archäologen der französischen Schule aus Athen untersucht und erste Zeichnungen wurden durch Henri Ducoux erstellt. Wie sich später herausstellte, trafen diese Zeichnungen das spätere Aussehen des Löwen schon ziemlich genau. Es folgten Veröffentlichungen in der archäologischen Fachpresse. Eines der Ziele dieser Publikationen war, Spender für das Vorhaben der Rekonstruktion zu gewinnen. Anhand der Zeichnungen und des Standes der Studien wurde der finanzielle Umfang des Wiederaufbaus der Statue ermittelt; Minister MacVeagh kümmerte sich persönlich um die Gewinnung von Mäzenen. Spenden von Griechen, Amerikanern und Personen anderer Nationen wurden eingesammelt. Im Jahr 1936 hob eine großzügige Spende von Philip R. Allen die Finanzierung auf den benötigten Stand, um mit den Arbeiten beginnen zu können.
Die Arbeiten fanden unter der Leitung der École française d’Athènes und der American School of Classical Studies at Athens statt. Im Juni 1936 wurde die Umgebung der ursprünglichen Funde intensiv untersucht, danach begannen die Arbeiten am Monument selbst.
Informationen über das Denkmal und Bilddokumente der Ausgrabungen und Arbeiten befinden sich im Archäologischen Museum von Amfipoli.

## Das Monument

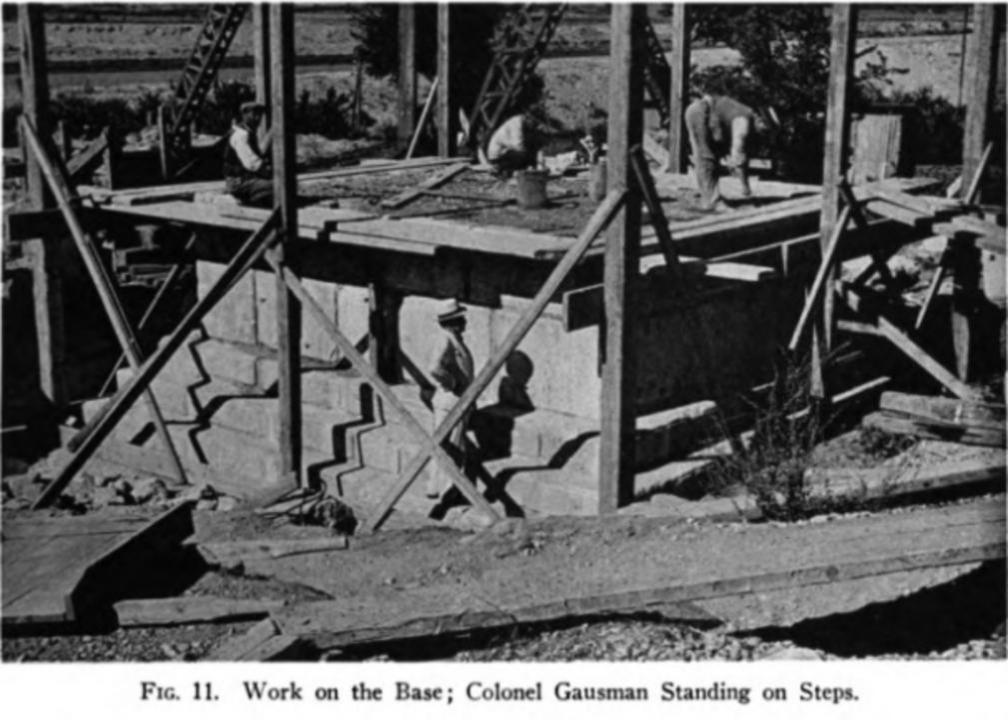
Arbeiten an dem Podest

Für die Rekonstruktion der Statue wurde der Bildhauer Andreas Panagiotakes gewonnen, der sich von seinen Aufgaben an der polytechnischen Schule in Athen und dem Athener Nationalmuseum befreien konnte. Nach Studien des Löwen von Chaironeia fertigte Panagiotakis einen Gipsabguss der Statue an. Als problematisch erwies sich dabei die Rekonstruktion des Unterkiefers, bis ein Arbeiter zufälligerweise ein Stück davon entdeckte. Das Monument in seiner ursprünglichen Form aufzubauen, war nicht zu finanzieren. Deswegen entschied man sich, den Löwen auf ein Podest zu setzen.
Die dafür notwendigen Steine wurden bei der Vertiefung des Flussbettes geborgen. Über 500 Steinquader wurden insgesamt gefunden und 126 davon für das Podest des Löwen verbaut. Ursprünglich stammten sie von einer Brücke aus hellenistischer Zeit. Zahlreiche dieser Quader trugen Inschriften und wurden deswegen nicht zum Bau benutzt. Es fanden sich genügend Steine einheitlicher Größe, die, ohne dass sie weiter bearbeitet werden mussten, verwendet werden konnten. Der Kern des Podests besteht aus Beton, die den Kern umgebenden Steine wurden mit metallenen Klammern mit dem Beton verbunden. Fehlende Teile der Quader wurden mit einem speziellen Beton, dem Farbe beigemischt wurde, ergänzt. Dieses Verfahren war bereits mit Erfolg bei der Restaurierung der nördlichen Kolonnaden des Parthenon in Athen angewandt worden. Die Arbeiten an dem Monument wurden im Herbst 1937 beendet.
Der Körper des Löwen ist rund vier Meter hoch, mit dem Podest misst das Bauwerk über acht Meter.